# Gagarinskaja (metropolitana di Novosibirsk)
Gagarinskaja (in russo Гагаринская?) è una stazione della Linea Leninskaja, la linea 1 della Metropolitana di Novosibirsk. È stata inaugurata il 2 aprile 1992.